# Tři Sekery
Tři Sekery ([tr̝̊ɪ ˈsɛkɛri]) (deutsch Dreihacken) ist eine Gemeinde in Tschechien und gehört dem Okres Cheb an. 

## Geographie

### Geographische Lage
Der Ort liegt in 665 m ü. M. in den östlichen Ausläufern des Oberpfälzer Waldes. Im südlich gelegenen Broumov besteht ein Grenzübergang für Kraftverkehr nach Mähring. Nachbarorte sind Krásné im Norden, Velká Hleďsebe und Drmoul im Osten, Chodovská Huť im Süden. Im Westen erhebt sich der 792 m hohe Gipfel Tišina (Die Ruh), hinter dem sich an der deutschen Grenze die Wüstung Slatina (Lohhäuser) befindet.

### Gemeindegliederung
Die Gemeinde Tři Sekery besteht aus den Ortsteilen Chodovská Huť (Kuttenplaner Schmelzthal), Krásné (Schönthal), Tachovská Huť (Tachauer Schmelzthal) und Tři Sekery (Dreihacken). Grundsiedlungseinheiten sind Chodovská Huť, Krásné, Plánská Huť (Planer Schmelzthal), Tachovská Huť, 	Tři Sekery u Kynžvartu (Königswarther Dreihacken) und Tři Sekery u Tachova (Tachauer Dreihacken).
Das Gemeindegebiet gliedert sich in die Katastralbezirke Chodovská Huť, Krásné u Tří Seker, Plánská Huť, Tachovská Huť, Tři Sekery u Kynžvartu und Tři Sekery u Tachova.

## Geschichte
In den herrschaftlichen Wäldern des Dreihackener Jochs wurden in der ersten Hälfte des 16. Jahrhunderts reiche Erzvorkommen entdeckt. Im Jahr 1536 ließ Kaspar Pflugk von Rabenstein die ersten Bergwerke anlegen, die Kupfererz förderten. Bei den Gruben entstanden Schmelzhütten und Ansiedlungen der Berg- und Hüttenleute. Im 17. Jahrhundert erweiterte sich der Bergbau auf Blei, Silber und Kobalt. 1736 waren die bekannten Lagerstätten erschöpft und die Bergwerke wurden aufgelassen.
Genau einhundert Jahre später begann die Wiederaufnahme mit dem Vortrieb von zwei tiefen Stollen bei Dreihacken. Bis ins 19. Jahrhundert erfolgte die Gewinnung von Kobalt und Silber, zudem wurden die alten Kupferbergwerke Eliaszeche und Stephanizeche wieder in Betrieb genommen. 1916 und 1923 wurden Uranerzvorkommen entdeckt.
Bis nach dem Zweiten Weltkrieg befanden sich im heutigen Gemeindegebiet mehrere selbstständige Ortschaften. Das waren
- das Kuttenplaner Schmelzthal (Chodovská Huť ) und das Planer Schmelzthal (Plánská Huť ), die zum Planer bzw. später zum Tachauer Bezirk gehörten. Im Marienbader Bezirk lagen,
- Schönthal (Krásné), bestehend aus Großschönthal (Velké Krásné), Kleinschönthal (Malé Krásné) und Neu Metternich oder den Metternichschen Dreihacken (Nový Metternich),
- Tachauer Dreihacken (Tři Sekery u Tachova) einschließlich Hohlenstein (Kamenec)
- Tachauer Schmelzthal (Tachovská Huť) und die
- Königswarther Dreihacken (Tři Sekery u Kynžvartu).

Bis zum Jahr 1945 war Dreihacken überwiegend von Deutschböhmen besiedelt, die vertrieben wurden.
Nach dem Erlöschen des Bergbaus und der Hütten ist das Dreihackener Joch heute ein Erholungsgebiet, das vom Waldreichtum der Umgebung und seiner Abgeschiedenheit profitiert.

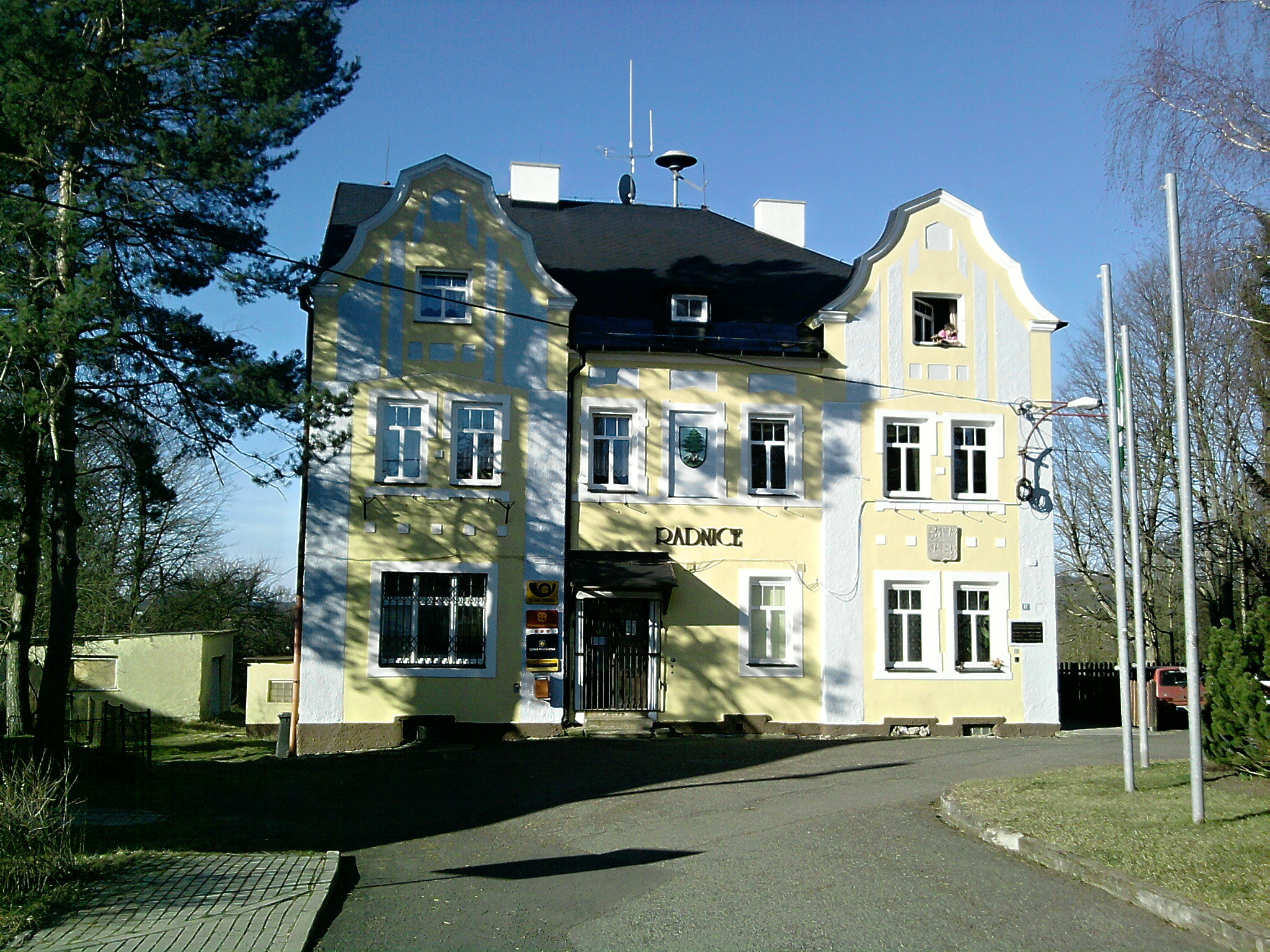
Rathaus

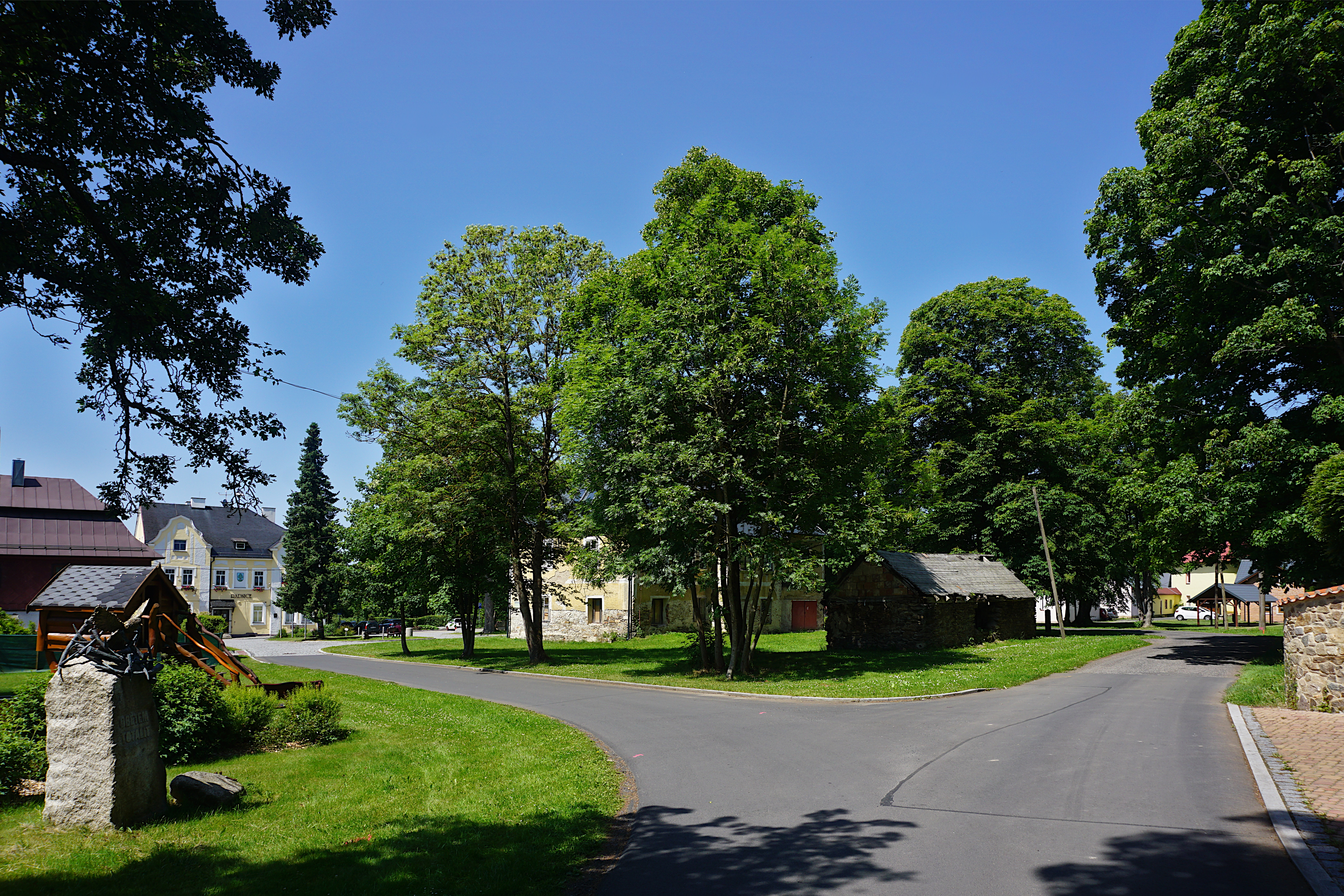
Dorfplatz